# ستاره بوگوشه
ستاره بوگوشه (به لهستانی:  Stare Bogusze) یک روستا در لهستان است که در گمینا گروجیسک واقع شده‌است.